# بنك إم سي بي الإسلامي
بنك ام سي بي الإسلامي (MIB) هو بنك إسلامي باكستاني وهو تابع لمجموعة نيشات. تأسست في عام 2015.
في عام 2015، تم تأسيس ام سي بي كحالة فصل من ام سي بي وبنك ان أي بي مقابل 7.9 بليون ريال.